# Грб општине Сурдулица
Грб евоцира витештво и мучеништво Сурдулице путем крста Св. Великомученика и Победоносца Георгија, коме је посвећена и црква у Сурдулици. У хералдици се таквим крстом сматра црвени крст на белом пољу. Плави двоглави орао подсећа на државност српског народа и на трећу хералдичку боју у апокрифном грбу Мрњавчевића, истовремено евоцирајући и боје народне заставе. Сребрни 12-латични цвет преузет је са крста који се налазио над улазом у костурницу пострадалих у рату 1914 – 1918. Златна бедемска круна одговара територијама са 25 – 50.000. житеља. Соколи су ендемске птице ових крајева, и подсећају на соколарску традицију подручја. Стег Титулара је у ствари парафраза апокрифног грба Мрњавчевића. Планински пејзаж и таласи подсећају на планинске врхове око Сурдулице и на воде сурдуличких река и оба језера.